# Griffiths-Gletscher
Der Griffiths-Gletscher ist ein Gletscher im ostantarktischen Viktorialand. In der Gonville and Caius Range fließt er nordöstlich des Crisp-Gletschers in ostsüdöstlicher Richtung zum Debenham-Gletscher, den er östlich des Felsenkliffs Second Facet erreicht.
Das New Zealand Antarctic Place-Names Committee benannte ihn 1999 nach Harold Griffiths († 1974), einer Schlüsselfigur der neuseeländischen Antarktisforschung über einen Zeitraum von mehr als 50 Jahre.